# B Ray
Trần Thiện Thanh Bảo (sinh ngày 11 tháng 10 năm 1993), thường được biết đến với nghệ danh B Ray, là một nam rapper, nhạc sĩ người Việt Nam.

## Tiểu sử
B Ray sinh ra tại Thành phố Hồ Chí Minh, từ nhỏ cùng gia đình đến sinh sống tại Mỹ. Anh theo học ngành dược và làm y tá ở Mỹ. Khi lớn lên, anh trở về Việt Nam để theo con đường âm nhạc.
Anh bắt đầu làm nhạc rap từ năm 14 tuổi. Lúc học cấp 3, anh được một số bạn bè chỉ cách rap. Thời điểm đó, anh chỉ rap tiếng Anh. Vài năm sau, do bất đồng trong ngôn ngữ, đến khoảng cuối năm 2012, anh chuyển sang viết rap bằng tiếng Việt. Từ năm 2013, anh dần được cộng đồng underground ở Việt Nam biết đến.

## Sự nghiệp

### 2013 - 2017
B Ray chủ yếu hoạt động trong cộng đồng underground Việt Nam. Các sản phẩm nổi bật của anh thường mang chủ đề công kích nghệ sĩ khác (hay gọi là nhạc "diss"), kể cuộc đời mình (hay gọi là nhạc "life") và chỉ trích mặt xấu của chính quyền. Anh có một số trận beef (đối đầu bằng âm nhạc) gây chú ý với Rhymastic, The Night, Ricky Star, Skyler, Rick. Ngoài ra, B Ray tung các bài rap chỉ trích một số nghệ sĩ như LK, DSK, Sơn Tùng M-TP, nhưng họ không đáp trả.
Năm 2015, B Ray kết hợp với Young H cho ra mắt The Mixtape Ếch và Báo. Đây cũng là biệt danh của họ, được chơi chữ dựa trên tên và nghệ danh (Young H là "Ếch" vì từ này phát âm gần giống "H" trong tiếng Anh, còn B Ray là "Báo" vì tên thật là Bảo). Sự kết hợp này được cộng đồng rap Việt đón nhận nhiệt tình. Sau đó, B-Ray cùng Young H quyết định hợp tác lâu dài khi "Ếch & Báo" liên tiếp gặt hái thành công. Đầu năm 2017, bộ đôi tuyên bố ngừng hoạt động chung.
Cuối năm 2017, B Ray có trận beef với rapper RichChoi. Cuộc đấu này gây chú ý lớn vì thực lực của cả hai cũng như độ khốc liệt trong ngôn từ. Bài Thất đức của B Ray trong trận beef là bài rap công kích (diss) tiếng Việt đạt nhiều lượt xem nhất trên Youtube (hơn 30 triệu lượt xem).

### 2018 - 2019
Năm 2017, B Ray cùng Đạt G và Masew thành lập nhóm nhạc "...", sau đó ra bài hát đầu tiên "Xin". Từ năm 2018, B Ray bắt đầu được xem là lên mainstream (hoạt động ở các sự kiện chính thống).
Đến khoảng năm 2018 thì nhóm nhạc "..." tuyên bố tan rã. Sau đó anh kết hợp với Masew và Amee phát hành bài hát "Ex's Hate Me" và nhanh chóng thu hút được cộng động mạng. Sản phẩm sau đó đã cán mốc 100 triệu lượt xem trên YouTube.
Cuối năm 2018, B Ray có trận beef với Blacka. Đây cũng là trận beef cuối cùng của anh cho đến nay.

### 2019 - nay
Tháng 5/2019, anh kết hợp cùng Masew và Đạt G với sản phẩm "Yêu Người Như Anh!" trong nhạc phim "Cà chớn, anh đừng đi!". Sau đó anh lại kết hợp cùng Amee trong bài hát "Đen đá không đường".
Ngày 23 tháng 6 năm 2019, anh kết hợp cùng Đạt G cho ra mắt ca khúc "Cao Ốc 20" và được sản xuất âm nhạc bởi Masew và KHÁNH. Bài hát không nhận được thành công vì ngày ra mắt trùng với thời điểm Sơn Tùng M-TP ra mắt ca khúc "Hãy trao cho anh" hợp tác cùng rapper Snoop Dogg.
Ngày 12 tháng 9 năm 2019, B Ray ra mắt ca khúc "Yêu như trẻ con"
Ngày 14 tháng 2 năm 2020, B Ray tung MV cho ca khúc "Do For Love" kết hợp cùng Masew và Amee. Ngày 14 tháng 3, B Ray ra mắt "Làm Vì Yêu".
Ngày 12 tháng 2 năm 2020, anh cho ra mắt album mang tên "Loser2Lover" gồm bảy bài hát. Ngày 25 tháng 3, B Ray được đề cử cho hạng mục "Video âm nhạc của năm" cho bài hát "Anh Nhà Ở Đâu Thế?" kết hợp cùng ca sĩ Amee tại Giải Âm nhạc Cống hiến Việt Nam. Ngày 22 tháng 7, một lần nữa B Ray kết hợp cùng với Amee trong bản audio ca khúc "Ex's Hate Me (Part 2)" ca khúc được đánh giá tích cực từ người hâm mộ của cả hai.
Năm 2023, B Ray trở thành huấn luyện viên của Rap Việt mùa 3.
Ngày 5 tháng 10 năm 2023, B Ray phát hành MV Anh Luôn Như Vậy
Năm 2024, B Ray cùng với 2 thí sinh của mình là Robber và Gill giành ngôi vị quán quân và á quân Rap Việt mùa 4.
Năm 2025, anh tham gia vào mùa thứ hai của chương trình Anh trai "say hi" cùng với 29 anh trai còn lại.

## Tranh cãi

### Tác quyền
B Ray đã bị cộng đồng mạng cho là "đạo nhái" khi bìa album mới ra mắt của anh Loser2Lover khá giống với bìa album của Baekhuyn (EXO). Gần đây, B Ray công khai lên tiếng xúc phạm đến nhóm nhạc đình đám BTS và fan của họ, khiến anh nhận chỉ trích từ phía người hâm mộ K-pop.

### Pháp lý
Ngày 4 tháng 1 năm 2024, Sở Văn hóa và Thể thao TP. Hồ Chí Minh xử lý B Ray về bài rap 'Để ai cần' do có ca từ dung tục.

### Chính trị
Ngày 26 tháng 8 năm 2024, cộng đồng mạng đồng loạt lan truyền những phát ngôn có phần lệch lạc, thiếu chuẩn mực của rapper B Ray trên mạng xã hội trong quá khứ.